# Мюльдорф-ам-Інн (район)
Мюльдорф-ам-Інн (нім. Mühldorf am Inn) — район у Німеччині, у складі округу Верхня Баварія федеральної землі Баварія. Адміністративний центр — місто Мюльдорф-ам-Інн.

## Населення
Населення району становить 116 483 осіб (станом на 31 грудня 2020).

## Адміністративний поділ
Район складається з 3 міст (нім. Städte), 4 торговельних громад (нім. Märkte) та 24 громад (нім. Gemeinden):
| Міста 1. Вальдкрайбург (23604) 2. Мюльдорф-ам-Інн (20962) 3. Ноймаркт-Занкт-Файт (6295) Об'єднання громад 1. Гарс-ам-Інн (торговельна громада Гарс-ам-Інн та громада Унтеррайт) 2. Гельденштайн (громади Гельденштайн та Раттенкірхен) 3. Крайбург-ам-Інн (торговельна громада Крайбург-ам-Інн, громади Єттенбах та Тауфкірхен) 4. Майтенбет (громади Майтенбет та Рехтмерінг) 5. Ноймаркт-Занкт-Файт (місто Ноймаркт-Занкт-Файт та громада Егглькофен) 6. Обербергірхен (громади Локірхен, Обербергірхен, Шенберг та Цангберг) 7. Поллінг (громади Обернойкірхен та Поллінг) 8. Райхертсгайм (громади Кірхдорф та Райхертсгайм) 9. Рорбах (громади Ерартінг, Нідербергірхен та Нідертауфкірхен) | Торговельні громади 1. Бухбах (3180) 2. Гааг-ін-Обербаєрн (6505) 3. Гарс-ам-Інн (3960) 4. Крайбург-ам-Інн (3904) Громади 1. Ампфінг (6756) 2. Ашау-ам-Інн (3388) 3. Гельденштайн (2700) 4. Егглькофен (1208) 5. Ерартінг (915) 6. Єттенбах (722) 7. Кірхдорф (1317) 8. Локірхен (767) 9. Майтенбет (2061) 10. Меттенгайм (3523) 11. Нідербергкірхен (1224) 12. Нідертауфкірхен (1452) 13. Обербергкірхен (1702) 14. Обернойкірхен (859) 15. Обертауфкірхен (2608) 16. Поллінг (3285) 17. Райхертсгайм (1637) 18. Раттенкірхен (1003) 19. Рехтмерінг (1976) 20. Тауфкірхен (1373) 21. Унтеррайт (1754) 22. Цангберг (1130) 23. Швіндегг (3627) 24. Шенберг (1086) |

Дані про населення наведені станом на 31 грудня 2020.